# 杨晓波 (1963年)

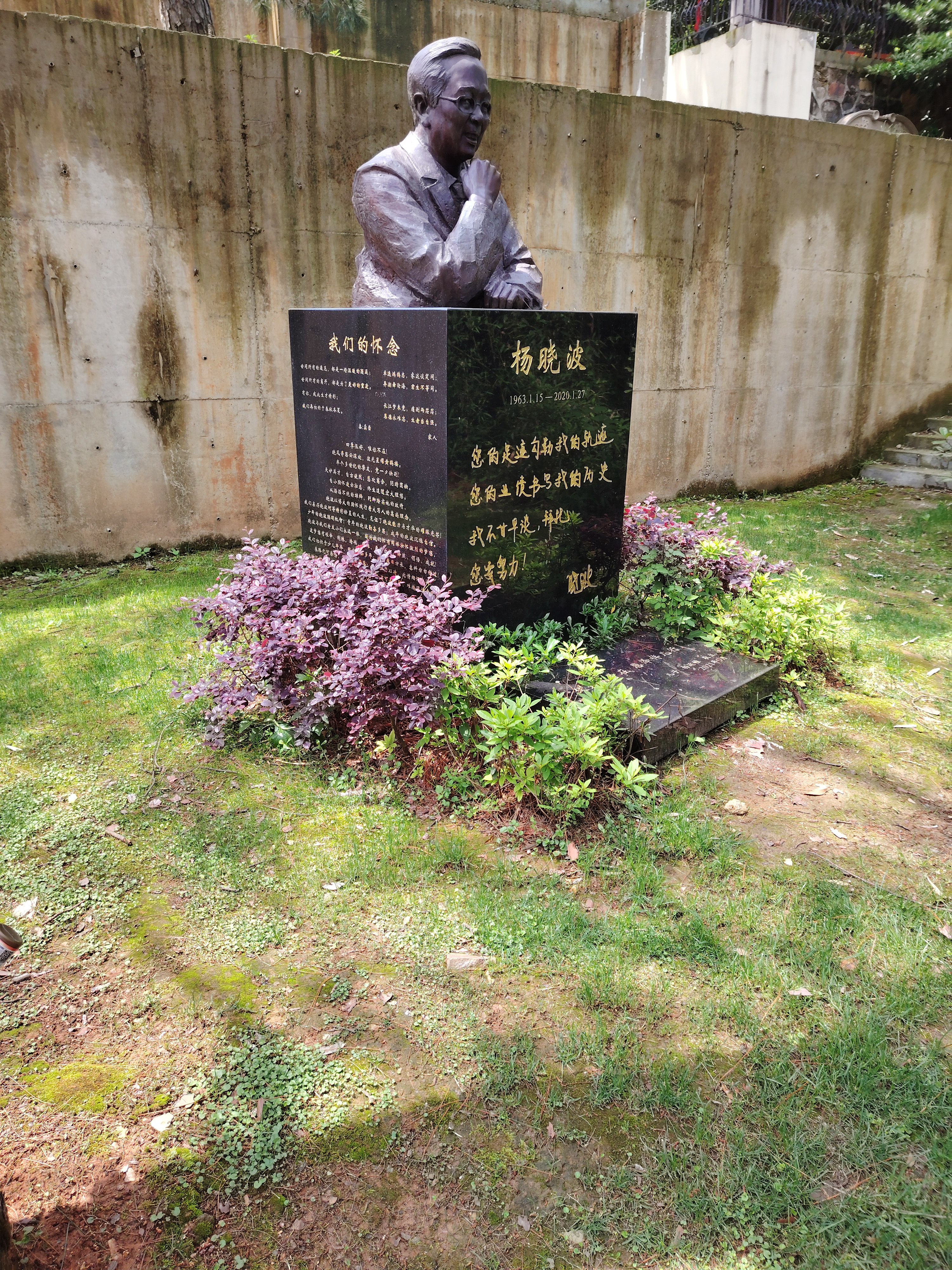
位于石门峰纪念公园的杨晓波墓

杨晓波（1963年1月—2020年1月27日），男，汉族，湖北天门人，中华人民共和国政治人物、第十二届全国人民代表大会湖北地区代表，长江财险董事长。曾任中国共产党湖北省黄石市委员会副书记、黄石市人民政府市长。

## 生平
杨晓波是湖北天门人，早年作为军人子弟在辽宁鞍山长大。

### 教育经历
1981年至1985年，在北方交通大学土木建筑系结构工程专业学习。1985年至1988年，在天津大学土木工程系结构工程专业攻读硕士。1988年5月加入中国共产党。2000年3月至2001年3月，在美国俄亥俄大学商学院学习，获工商管理硕士学位。2002年9月获注册土木工程师（岩土）执业资格。2003年12月获正高职高级工程师资格。2008年3月至2009年1月，在中共中央党校学习。

### 工作经历
1988年6月参加工作，在中南建筑设计院从事工业与民用建筑结构设计。1995年6月，任中南建筑设计院第二设计所副所长。1996年3月，任中南建筑设计院深圳分院副院长。1998年1月，任中南建筑设计院第二设计所所长。2000年8月，任中南建筑设计院副院长。2003年，任院长。
2007年4月，调任湖北省建设厅厅长、党组书记。2008年12月，调任中共黄石市委副书记，此后历任市政府副市长、代理市长。2009年2月，当选为黄石市长。2013年，当选全国人大代表。2014年12月，出任长江财产保险股份有限公司任董事长。2014年12月31日，不再担任黄石市委副书记、市长职务。
杨晓波是中共湖北省委第九届候补委员（2007年6月－2012年6月），第十届委员（2012年6月－2017年6月），第十二届全国人大代表（2013年3月－2018年3月）。
2020年1月25日（大年初一）确诊肺炎后入住湖北省人民医院，1月27日晚上去世，享年57岁。骨灰于2020年4月23日安葬，葬在武汉市石門峰紀念公園。。